# 哥德堡市镇

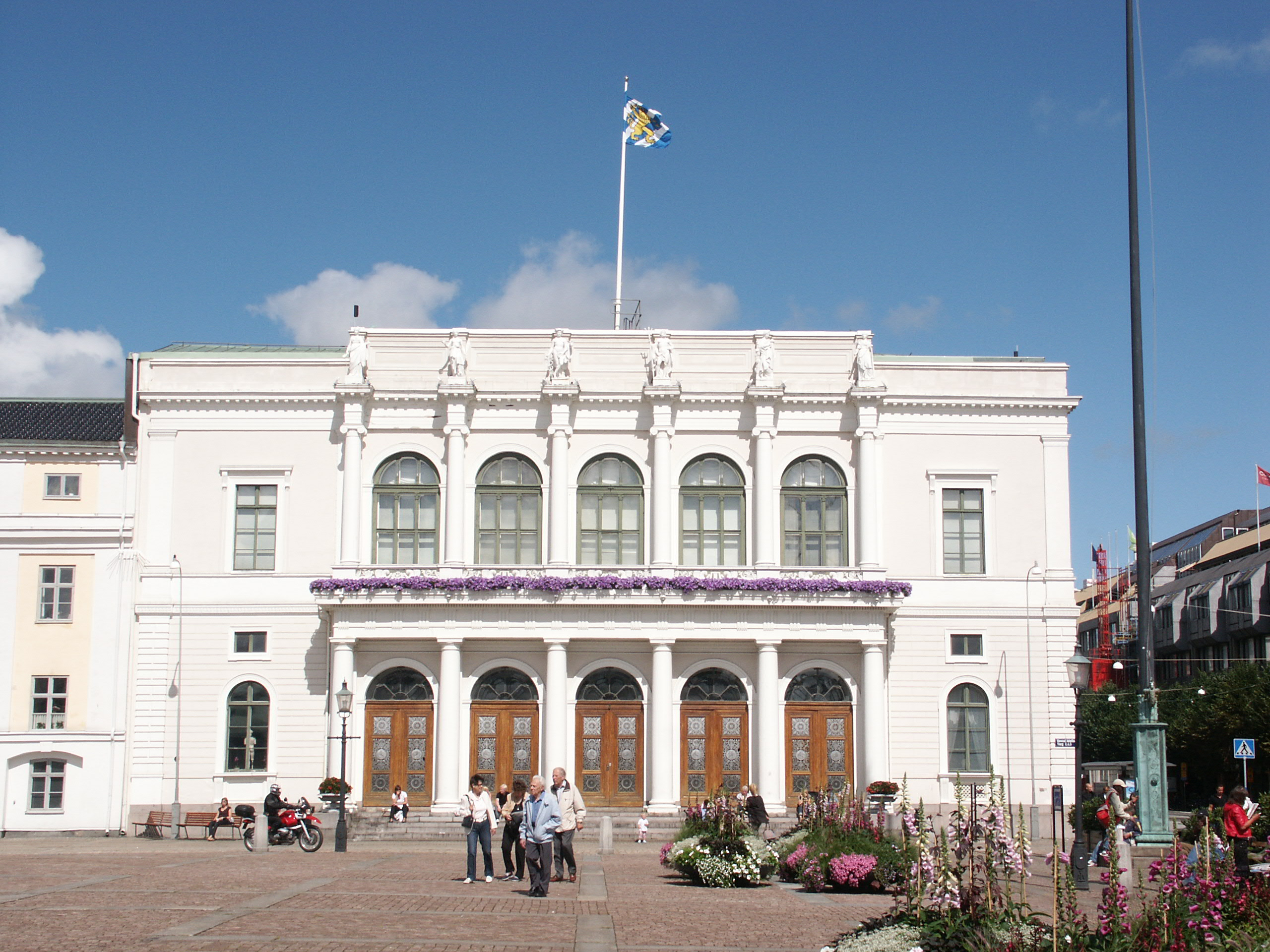
哥德堡市政厅

哥德堡市镇（瑞典語：Göteborgs kommun）是瑞典西部西约塔兰省的一个市镇。其治所位于哥德堡。